# تختخواب و صبحانه (فیلم ۱۹۳۸)
تختخواب و صبحانه (انگلیسی: Bed and Breakfast) فیلمی در ژانر درام به کارگردانی والتر وست است که در سال ۱۹۳۸ منتشر شد.